# ألبرت كنولتون
ألبرت كنولتون هو سياسي أمريكي، ولد في 6 ديسمبر 1815 في Pittsfield, New Hampshire ‏ في الولايات المتحدة، وتوفي في 10 سبتمبر 1874 في مونتفيل في الولايات المتحدة. نشط حزبياً في Opposition Party (Southern U.S.) ‏ والحزب الجمهوري. وقد انتخب عضو مجلس النواب الأمريكي.